# Muzeum w Lęborku
Muzeum w Lęborku – muzeum z siedzibą w Lęborku. Placówka jest miejską jednostką organizacyjną.

## Historia
Początki lęborskiego muzealnictwa sięgają końca XIX wieku, kiedy to miejscowo społecznicy i zbieracze zaczęli gromadzić znaleziska archeologiczne (siekierki kamienne, toporki, popielnice, ozdoby). Od 1900 roku zbiory te były eksponowane w korytarzach lęborskiego ratusza. Pierwszą wystawę zbiorów, połączoną z sesją naukową urządzono w maju 1924 roku.

W 1925 roku, dzięki staraniom Edwarda Stielowa - dyrektora Powiatowego Urzędu Opieki Społecznej, zbiory zostały przeniesione do budynku Starostwa Powiatowego, gdzie urządzono wystawę stała. Ekspozycja przetrwała lata II wojny światowej, jej dewastacja i rozproszenie nastąpiło dopiero po zdobyciu miasta przez Armię Czerwoną, kiedy to budynek Starostwa zamieniono na szpital polowy. Zaraz po zakończeniu działań wojennych do ratowania eksponatów przystąpili: Edward Stielow i Józef Mularczyk, pełniący w funkcję powiatowego referenta kultury i sztuki. Dzięki ich staraniom w 1946 roku ocalałe zbiory udostępniono na wystawie, zorganizowanej w kamienicy przy ul. Młynarskiej 14-15. Pod koniec lat 40. XX wieku podjęta została decyzja o przeniesieniu lęborskich zbiorów do Państwowego Muzeum Archeologicznego w Warszawie, od realizacji której jednak odstąpiono po protestach Józefa Mularczyka. W 1952 roku w muzeum zorganizowano wystawę stałą pt. "Archeologia powiatu lęborskiego".

W latach 1963–1964 placówka działała w ramach Muzeum Pomorskiego w Gdańsku. Od 1964 roku muzeum podlega władzom Lęborka.

W latach 90. przy muzeum powstała Galeria "Strome Schody", prezentująca sztukę oraz wystawy czasowe.

## Zbiory
Aktualnie w muzeum prezentowane są następujące wystawy stałe:
- archeologiczna, obejmująca zabytki z okresu epok: kamienia (kultura pucharów lejkowatych), brązu (kultura łużycka) oraz żelaza (kultury: pomorska, oksywska i wielbarska),
- historyczna, w ramach której prezentowane są dawne meble oraz wyposażenie wnętrz (wykonane m.in. z cyny), miedzioryty, dokumenty (mapy, widokówki, fotografie), militaria oraz numizmaty. Jedna z ekspozycji poświęcona jest Paulowi Nipkow - fizykowi i wynalazcy, który urodził się w domu, będącym siedzibą muzeum,
- etnograficzna, obejmująca zbiór zabytków kultury materialnej Kaszub (narzędzia rolnicze i rybackie, przedmioty codziennego użytku) oraz zbiór prac Alfreda Lubockiego - miejscowego malarza i rzeźbiarza.

W ramach Galerii "Strome Schody" prezentowane były liczne wystawy malarstwa, grafiki, tkanin takich artystów jak m.in. Władysław Hasior, Franciszek Maśluszczak, Kiejstut Bereźnicki, Włodzimierz Łajming, Teresa Miszkin, Hugon Lasecki, Günter Grass, czy Tadeusz Kulisiewicz.
Ponadto w ramach muzeum udostępniane są dwie z baszt, należących do dawnego systemu obronnego miasta: przy ul. Derdowskiego (baszta nr 24) oraz ul. Basztowej (baszta nr 27).
Muzeum jest obiektem całorocznym, czynnym od wtorku do soboty, a w okresie letnim (lipiec-sierpień) - również w niedzielę. Wstęp jest płatny. Zwiedzanie baszt jest możliwe po uprzednim uzgodnieniu, natomiast okresie letnim są one czynne w godzinach pracy muzeum.

## Galeria

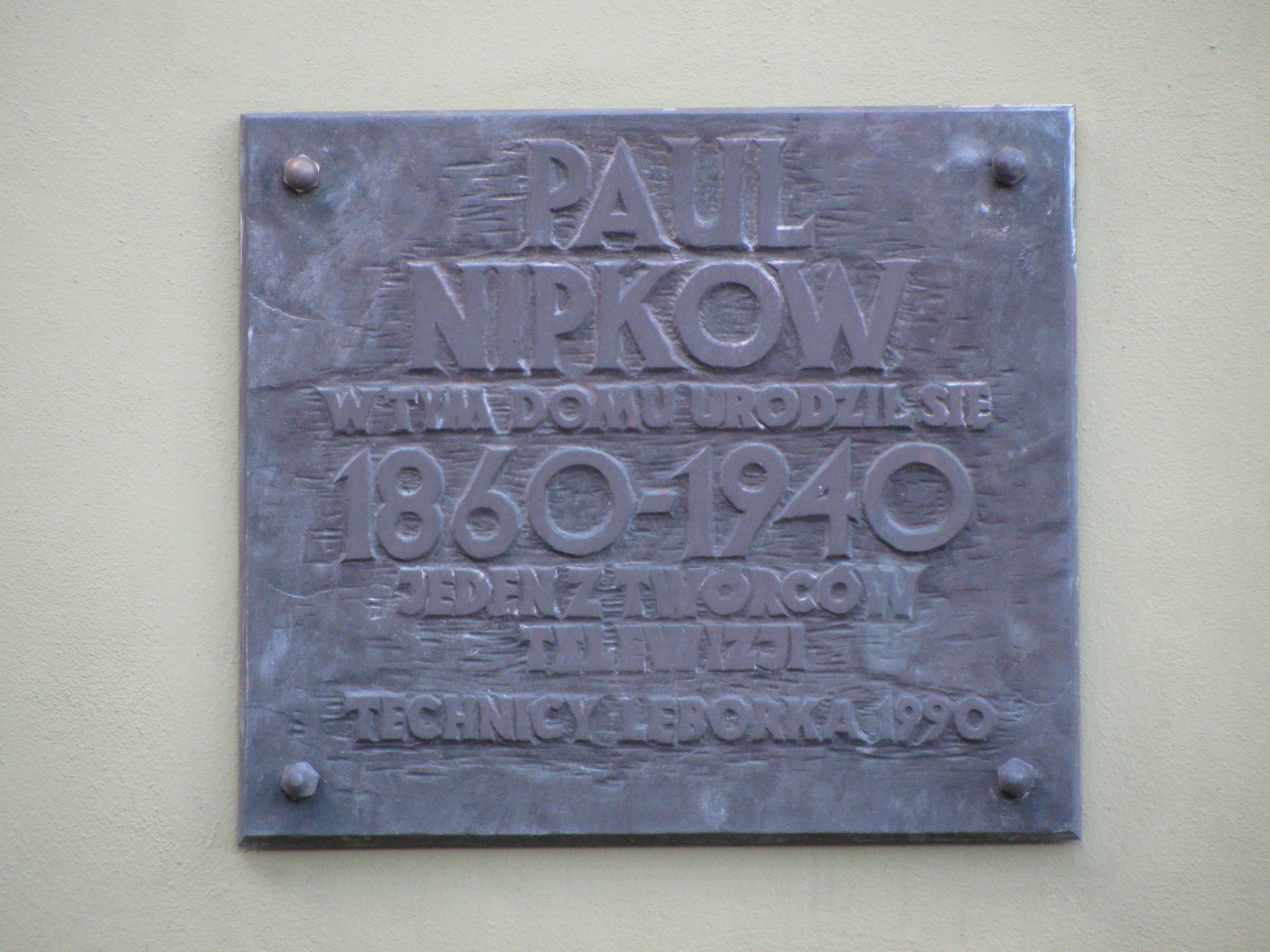
Tablica na budynku muzeum, poświęcona Paulowi Nipkow
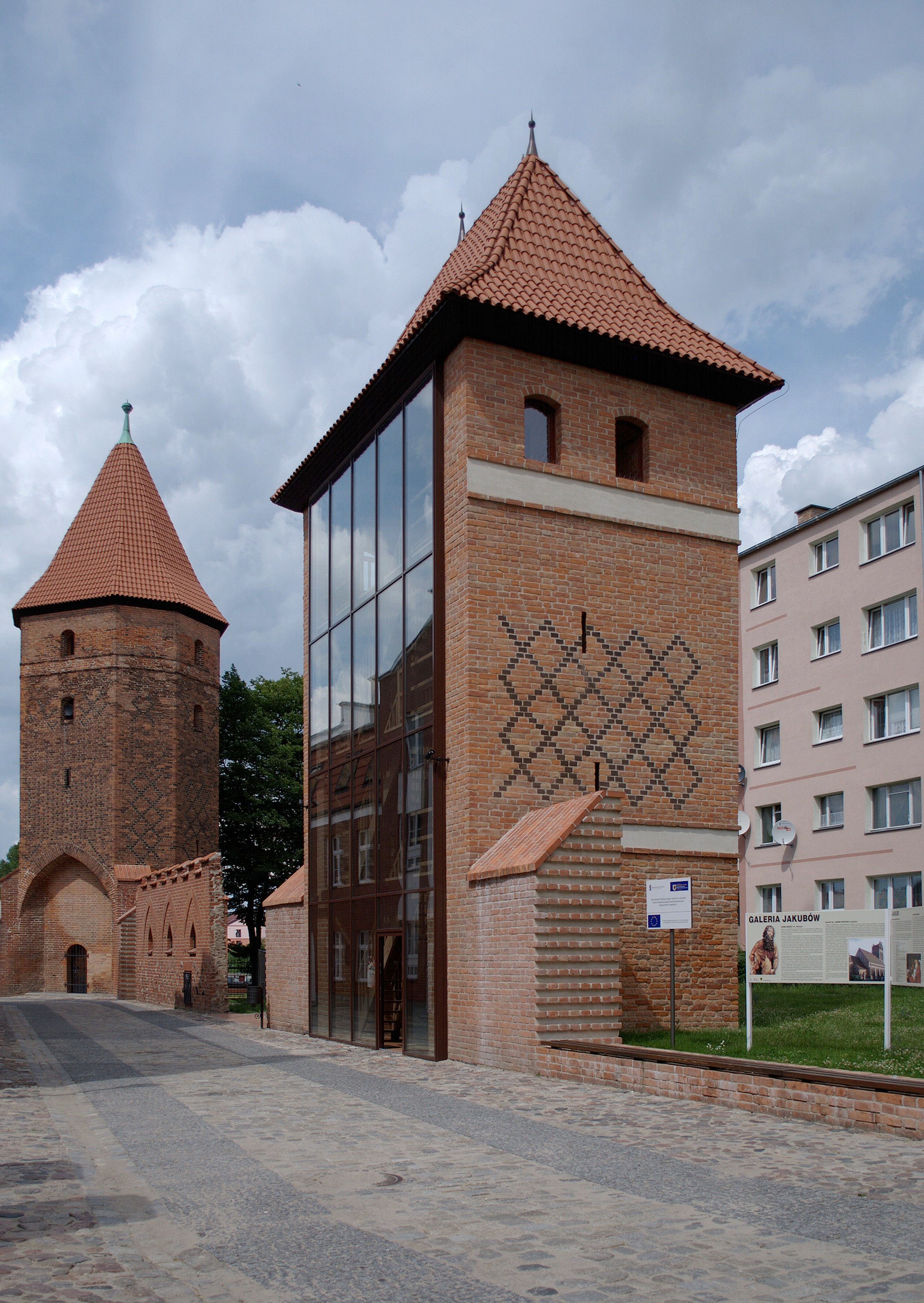
Baszta nr 24, w tle Baszta Bluszczowa
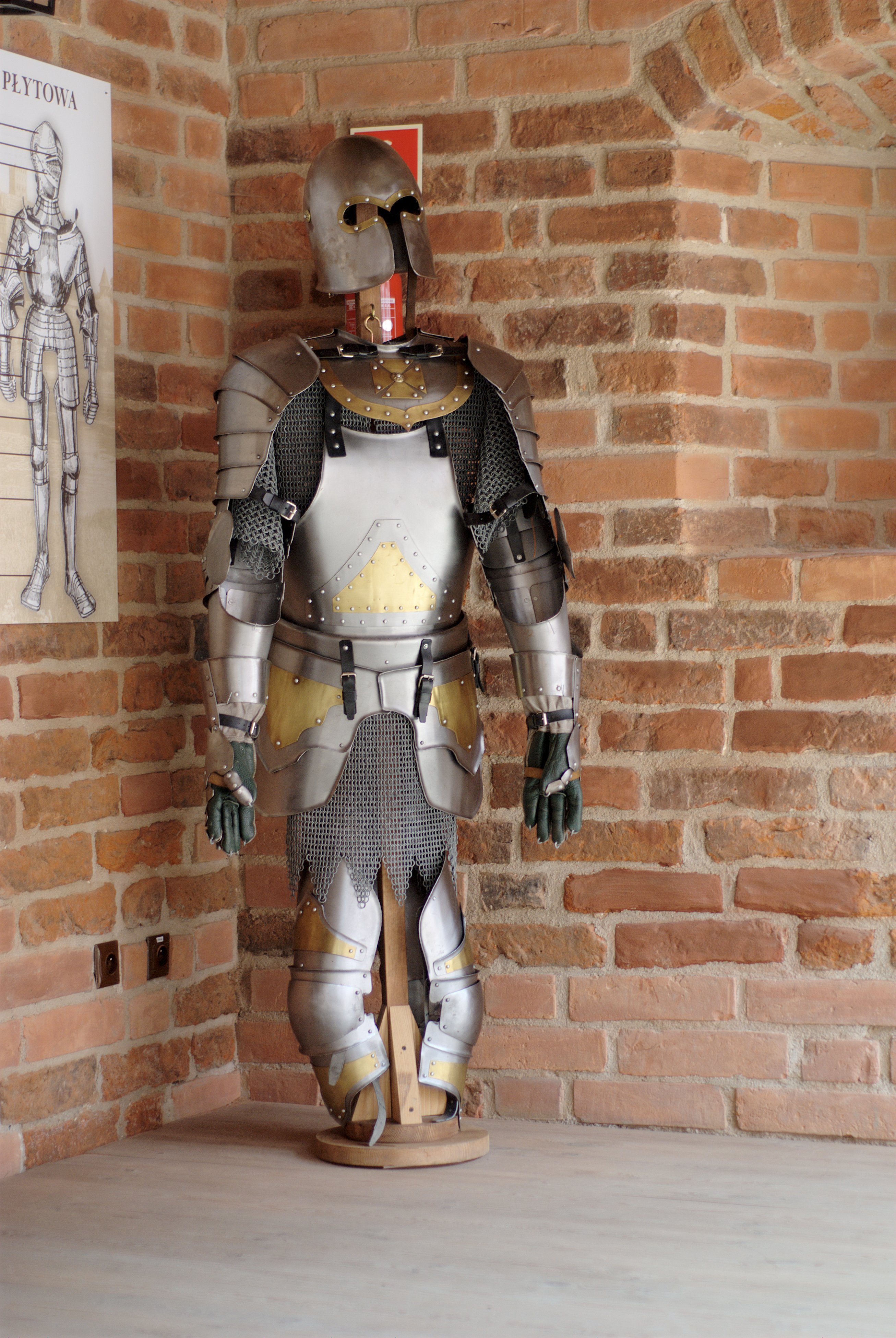
Fragment ekspozycji w Baszcie nr 24
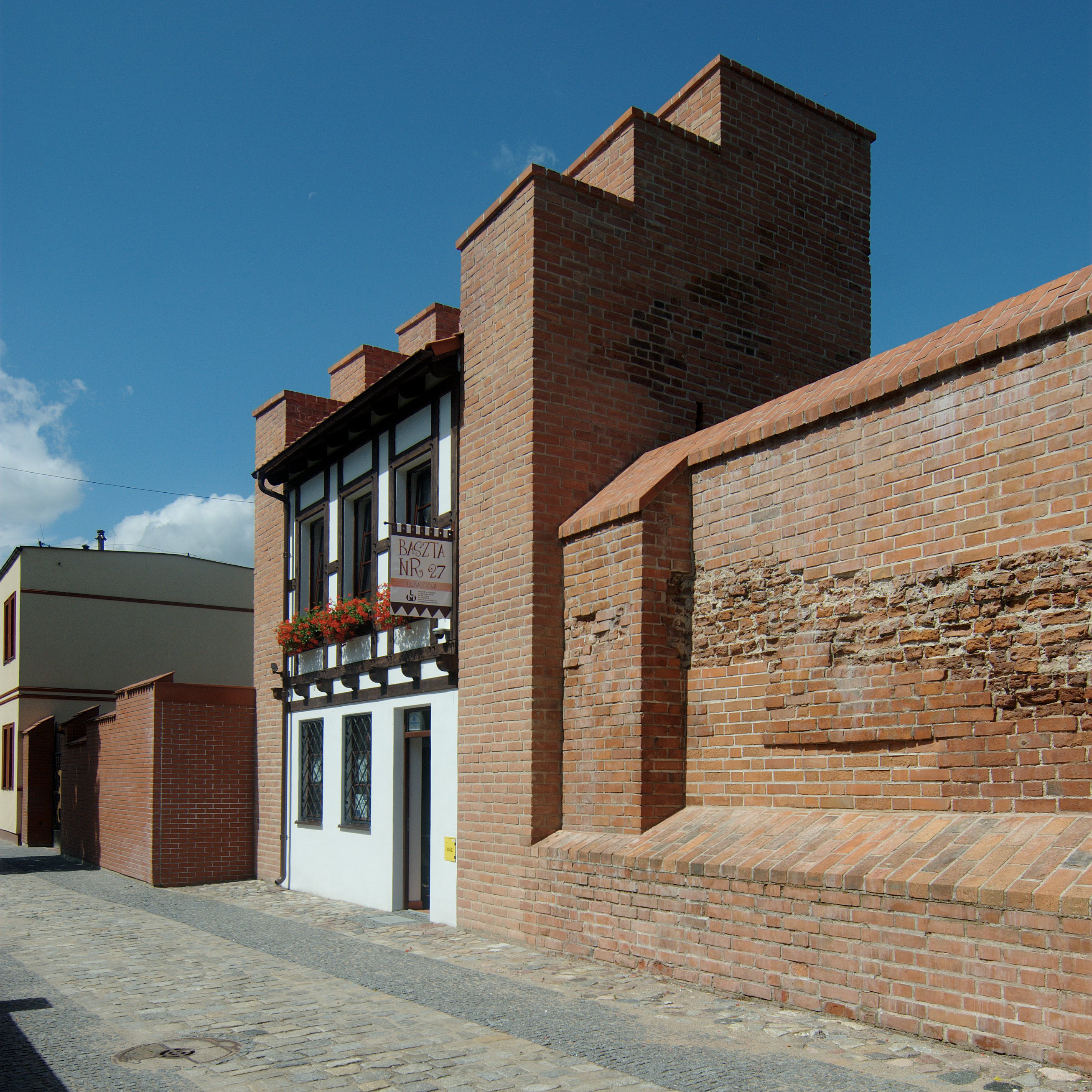
Baszta nr 27 w ciągu murów miejskich
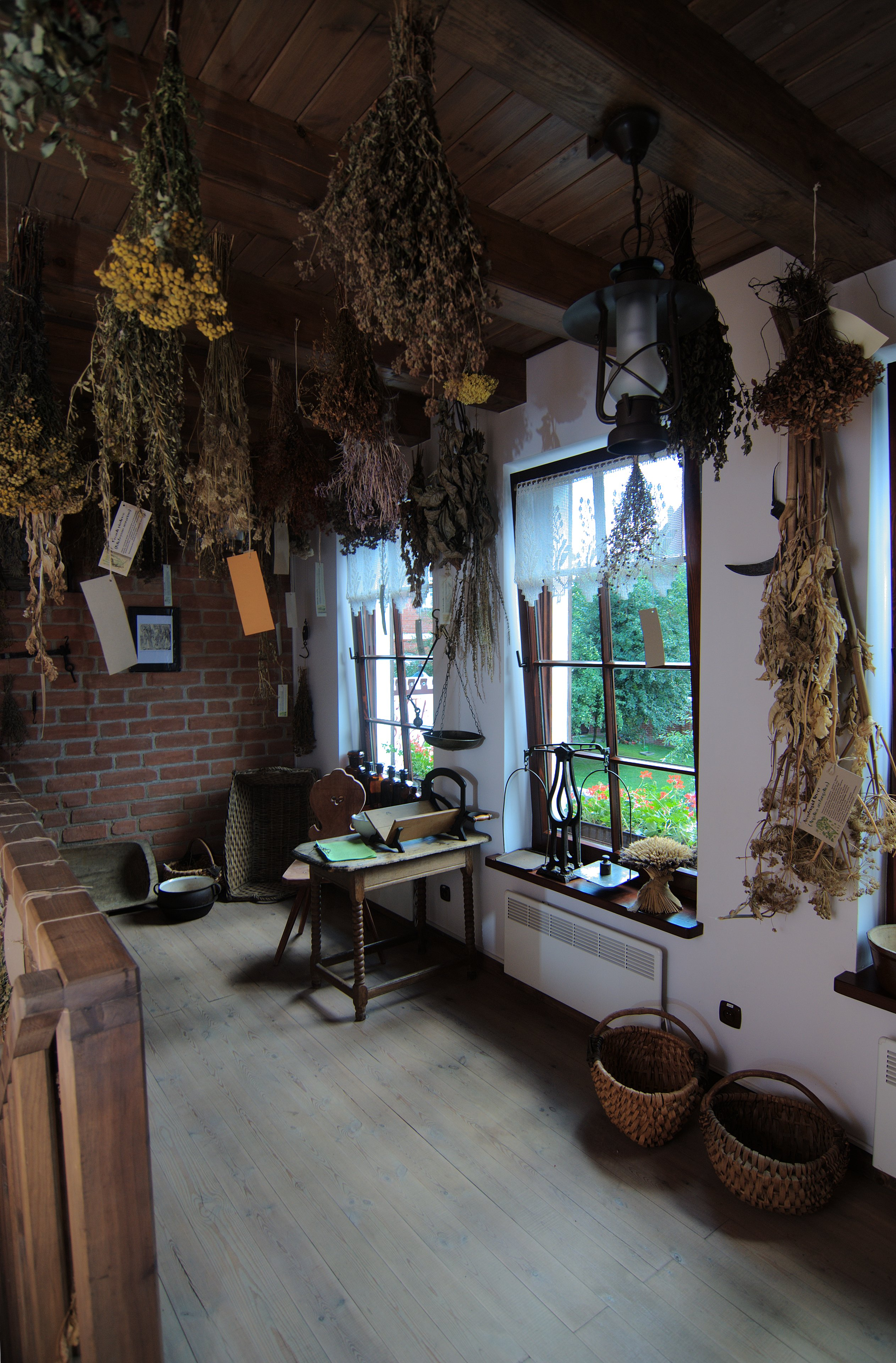
Fragment ekspozycji w Baszcie nr 27